# Bantuspråk

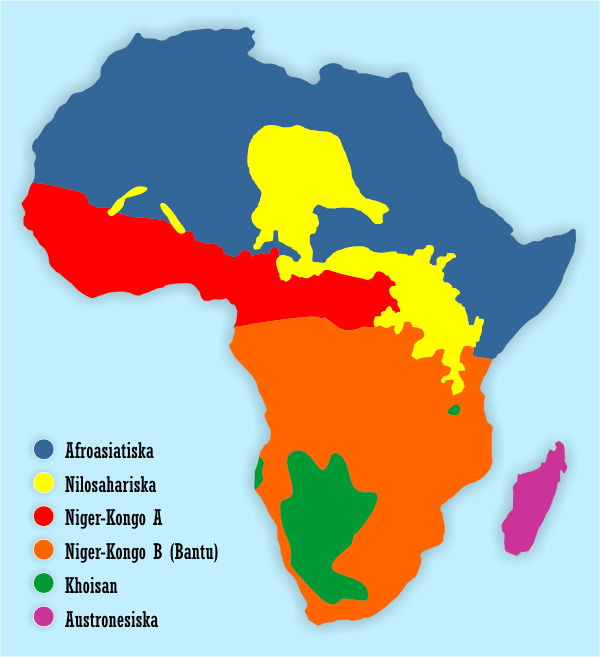
Karta som visar Afrikas språkfamiljer. Orange färg står för bantuspråkens utbredning.

Bantuspråk är en undergrupp i Volta-Kongo-grenen av språkfamiljen Niger-Kongospråk. Det finns ungefär 500 bantuspråk, som talas av cirka 200 miljoner människor. De är utbredda i hela centrala och södra Afrika och är de mest talade språken i alla stater där, även om i regel engelska, franska eller portugisiska är officiellt språk. Bantuspråk talas i Angola, Botswana, Burundi, Ekvatorialguinea, Gabon, Kamerun, Kenya, Republiken Kongo (Brazzaville), Demokratiska Republiken Kongo (Kinshasa), Malawi, Moçambique, Namibia, Rwanda, sydligaste Somalia, Sydafrika, Tanzania, Uganda, Zambia samt Zimbabwe. Denna vida spridning gör språkgruppen till den mest utbredda i Afrika. 
I nordväst gränsar bantuområdet till de övriga Niger-Kongospråken, i nordost till nilosahariska språk och afroasiatiska språk (närmare bestämt kushitiska språk). I sydväst utgör khoisanspråken en enklav i bantuområdet. 
Vetenskapen om bantuspråken och de kulturer och folk som är förbundna med dem kallas bantuistik. Den är ett delområde inom afrikanistik.

## Ordetbantu
Ordet "bantu" betyder "folk" eller "människor" på språket kikongo. Det infördes av Wilhelm Bleek 1856 i den språkvetenskapliga diskussionen som beteckning för en utbredd afrikansk språkgrupp, vars språk uppvisar många gemensamma kännetecken. Till dessa hör framför allt ett utpräglat substantivklassystem (se nedan), men även till stora delar gemensamt ordförråd. Följande tabell visar ordet för "människa" i singular och plural i ett urval viktiga bantuspråk: 
| Språk                      | Singular | Plural |
| -------------------------- | -------- | ------ |
| kongo, ganda, rwanda, zulu | mu-ntu   | ba-ntu |
| herero                     | mu-ndu   | va-ndu |
| lingala                    | mo-to    | ba-to  |
| sotho                      | mō-thō   | bā-thō |
| swahili                    | m-tu     | wa-tu  |

Singular och plural bildas till synes genom prefixen mu- respektive ba-. I själva verket rör det sig om de två första substantivklasserna i nästan alla bantuspråk, vilka betecknar personer i singular respektive plural. Bindestrecken skrivs inte i normal skriftlig återgivning av bantuord, men sätts ut här för tydlighetens skull.

## De mest talade bantuspråken
Det bantuspråk som är mest känt och mest använt som lingua franca i Östafrika är swahili. Följande tabell innehåller alla bantuspråk med minst 5 miljoner talare och anger antal talare, inordning i Guthrie-systemet (se nedan) och huvudsakligt utbredningsområde. Några av dessa språk är så kallade handelsspråk, som inte enbart inlärs som modersmål, utan används av många talare som andra eller tredje språk, för att möjliggöra kommunikation i ett större område över enskilda folkgruppers språkgränser. 

### Bantuspråk med minst 5 miljoner talare
| Språk      | Alternativ- namn | Antal- talare   | Guthrie- grupp | Huvudsakligt utbredningsområde                                                               |
| ---------- | ---------------- | --------------- | -------------- | -------------------------------------------------------------------------------------------- |
| Swahili    | Kiswahili        | 80–100 miljoner | G40            | Tanzania, Kenya, Uganda, Rwanda, Burundi, Kongo-Kinshasa, Somalia, Moçambique (handelsspråk) |
| Shona      | Chishona         | 11 miljoner     | S10            | Zimbabwe, Zambia                                                                             |
| Zulu       | IsiZulu          | 10 miljoner     | S40            | Sydafrika, Lesotho, Swaziland, Malawi                                                        |
| Nyanja     | Chichewa         | 10 miljoner     | N30            | Malawi, Zambia, Moçambique (handelsspråk)                                                    |
| Lingala    |                  | 9 miljoner      | C40            | Kongo-Kinshasa, Kongo-Brazzaville (handelsspråk)                                             |
| Rwanda     | Kinyarwanda      | 8 miljoner      | J60            | Rwanda, Burundi, Uganda, Kongo                                                               |
| Xhosa      | IsiXhosa         | 7,5 miljoner    | S40            | Sydafrika, Lesotho                                                                           |
| Luba-Kasai | Chiluba          | 6,5 miljoner    | L30            | Kongo-Kinshasa                                                                               |
| Gikuyu     | Kikuyu           | 5,5 miljoner    | E20            | Kenya                                                                                        |
| Kituba     |                  | 5 miljoner      | H10            | Kongo-Kinshasa, Kongo-Brazzaville (Kongo-baserat kreolspråk)                                 |
| Ganda      | Luganda          | 5 miljoner      | J10            | Uganda (handelsspråk)                                                                        |
| Rundi      | Kirundi          | 5 miljoner      | J60            | Burundi, Rwanda, Uganda                                                                      |
| Makhuwa    | Makua            | 5 miljoner      | P30            | Moçambique                                                                                   |
| Sotho      | Sesotho          | 5 miljoner      | S30            | Lesotho, Sydafrika                                                                           |
| Tswana     | Setswana         | 5 miljoner      | S30            | Botswana, Sydafrika                                                                          |

Klassprefixen för språknamn (till exempel ki-, kinya-, chi-, lu-, se-, isi-) används vanligtvis inte längre i den språkvetenskapliga litteraturen. 
Det finns många andra bantuspråk med över 1 miljon talare. Dessa är listade i slutet av denna artikel.

## Bantuspråkens forskningshistoria och nutida position

### Översikt över forskningshistorien
Redan 1659 utkom en grammatik över språket kikongo, skriven på latin av Giacinto Brusciotto. Wilhelm Bleek beskrev första gången 1856 bantuspråkens nominalklasser och präglade begreppet bantu. Carl Meinhof utarbetade den första jämförande grammatiken över bantuspråk 1901. 
Malcolm Guthrie klassificerade bantuspråken 1948 och indelade dem 1967-1971 i 16 geografiska grupper ("zoner"), som han betecknade med bokstäverna A, B, C, D, E, F, G, H, K, L, M, N, P, R och S (utan I, O och Q). Inom dessa zoner är språken grupperade i tiotalsenheter och numrerade (se nedan). Guthrie rekonstruerade också proto-bantu som hypotetiskt protospråk för alla nuvarande bantuspråk. Guthries klassificering har senare utvidgats och modifierats av SIL 1996 och senare av forskare från Royal Museum of Central Africa i Tervuren 1999. Dessa förändringar innebär att en zon J har lagts till och många grupper har omorganiserats. 
Joseph Greenberg klassificerade bantuspråken som en under-under-enhet av Niger-Kongospråken. Dessförinnan ansågs bantuspråken, särskilt av Carl Meinhof och hans elever, som en egen språkfamilj som ställdes mot "Sudanspråken" bland afrikanska språk. 

### Utveckling av teorierna om bantuspråkens ursprung
Sedan 1860 har många forskare ägnat sig åt frågan om bantuspråkens ursprung och uppkomst. Några historiskt viktiga hypoteser tas upp här, för att tydliggöra den svåra processen fram till den nutida förklaringen av bantuspråken som en underenhet av Niger-Kongospråken. 

#### Richard Lepsius
Egyptologen Karl Richard Lepsius utgick 1880 i inledningen till sin nubiska grammatik från tre språkzoner i Afrika, där han inte tog hänsyn till khoisangruppen:
(1) Bantuspråken i södra Afrika, de egentliga "negrernas" språk, (2) blandade "negerspråk" mellan ekvatorn och Sahara, Sudanspråken, (3) hamitiska språk (egyptiska, kushitiska, berberspråk) i norra Afrika.
De främsta kännetecknen för dessa språkgrupper skulle vara substantivklassystemet i bantuspråken och genussystemet hos hamiterna, som skulle ha invandrat till Afrika från Västasien. När de senare vann terräng trängde de bort delar av förbefolkningen mot södra Afrika (just bantufolken, som behöll sin "rena" språkform). Andra grupper blandade sig med hamiterna och bildade blandspråk - Sudanspråken - som varken uppvisar ett utpräglat klass- eller genussystem.

#### August Schleicher
August Schleicher, som främst forskade om indoeuropeiska språk, hade en helt annan uppfattning, som han offentliggjorde 1891. Enligt hans mening var Afrika först obefolkat och blev sedan befolkat från sydvästra Asien i fyra stora vågor: (1)  bushmännen och hottentotterna (idag kallade khoisan), (2) "negerfolken" i Sudan, "nigriterna", (3) bantufolken och (4) hamiterna.
Han utgick då från att de sudanesiska nigriterna redan hade haft ett rudimentärt, ofullkomligt klassystem, som sedan bantufolken fullkomnade och utpräglade. För honom var alltså de nigritiska språken eller sudanspråken en evolutionär föregångare till bantuspråken, och inte ett tecken på förfall som hos Lepsius.

#### Carl Meinhof
Afrikanisten Carl Meinhof yttrade sig mellan 1905 och 1935 flera gånger om bantuspråkens uppkomst. Han står i tydlig motsats till Lepsius och Schleichers hypoteser. För honom är inte bantuspråken, utan sudanspråken ur-nigritiska. Bantu skulle vara ett blandspråk med nigritisk "moder" (substrat) och hamitisk "fader" (superstrat). 
Inflyttningen i Afrika skedde enligt Meinhof alltså i tre språkliga skeden: (1) de nigritiska Sudanspråken, (2) de hamitiska språken och (3) bantuspråken som blandform av nigritiska och hamitiska.

#### Diedrich Westermann och Joseph Greenberg
Diedrich Westermann utgick först, som elev till Meinhof, från ett gemensamt nigritiskt substrat i Sudanspråken och bantuspråken. Från 1948 blev han dock tilltagande övertygad om en genetisk släktskap mellan de västliga sudanspråken och bantuspråken, som han framställde i flera publikationer. Därmed beredde han marken för Greenbergs Niger-Kongo-teori. 
Joseph Greenberg genomförde mer konsekvent det som Westermann hade påbörjat och etablerade 1949 Niger-Kongospråken som en stor språkfamilj i västra och södra Afrika, vilken innesluter bantuspråken och härstammar från en västsudanesisk "nigritisk" kärna. Ordningen inom språkfamiljen har dock reviderats flera gånger sedan denna ursprungliga ansats. Greenbergs sista framställning av teorin finns i hans verk "Languages of Africa" från 1963. 
Även efter Greenberg har den inre uppbyggnaden inom Niger-Kongofamiljen reviderats flera gånger, men i varje fall är alla varianter - även de aktuella (till exempel Heine-Nurse 2000) - överens om att bantuspråken utgör en underenhet av Niger-Kongo, och är närmast besläktade med de så kallade bantoidspråken i östra Nigeria och västra Kamerun.

### Bantuspråkens position inom Niger-Kongo
Bantuspråkens stora betydelse inom Niger-Kongospråken visas av följande siffror: 
- Av de ungefär 1400 Niger-Kongospråken hör 500 till bantugruppen, alltså mer än en tredjedel.
- Av de ungefär 350 miljoner människor som talar ett Niger-Kongospråk talar 200 miljoner – alltså nästan 60 % – ett bantuspråk.

Ändå utgör bantugruppen enligt nutida kunskap, som framför allt bygger på Joseph Greenbergs arbeten, endast en under-underenhet av Niger-Kongo. Bantugruppens exakta position inom Niger-Kongospråken visas i följande något förenklade genetiska diagram:

#### Bantuspråkens stamträd
- Niger-Kongo
  - Kordofaniska
  - Mande
  - Atlantiska
  - Dogon
  - Ijoid
  - Volta-Kongo
    - Nordlig Volta-Kongo
      - Kru
      - Gur (Volta-språk)
      - Senufo
      - Adamawa-Ubangi

    - Sydlig Volta-Kongo
      - Kwa
      - Västlig Benue-Kongo (bland andra yoruba, igbo)
      - Östlig Benue-Kongo
        - Centralnigerianska
        - Bantoid-Cross River
          - Cross River
          - Bantoida
            - diverse mindre grupper
            - Sydbantoida
              - diverse mindre grupper
              - Grassland
              - Bantu

Bantuspråkens komplexa härstamningslinje lyder alltså med alla mellanled: 
- Niger-Kongo > Volta-Kongo > Syd-Volta-Kongo > Öst-Benue-Kongo > Bantoid-Cross River > Bantoid > Syd-Bantoid > Bantu.

För detaljerad klassifikation av bantuspråken inom Guthrie-grupperna med angivelse av antal talare, se nedan (för språk med minst 100 000 talare) och angiven extern länk (för alla bantuspråk).

### Egentliga bantuspråk
Egentliga bantuspråk kallas på engelska "narrow Bantu". Dessa kan delas upp i en nordvästlig gren och en central gren.  Till den nordvästliga grenen hör de språk som talas i delar av Kamerun, Gabon, Ekvatorialguinea, Kongo-Kinshasa (Kongo Kinshasa) och Republiken Kongo (Kongo-Brazzaville).  Till den centrala delen hör de mera kända bantuspråken såsom kiswahili, luganda, gikuyu, bemba, chishona, sotho-tswana-gruppen, nordndebele, siswati, xhosa och zulu. De sistnämnda talas överallt i de sydliga delarna av Afrika söder om en linje som går från gränsen mellan Angola och Kongo-Kinshasa till sydliga Etiopien, med undantag av de områden där afrikaans och khoisanspråk är mer utbredda.

## Urhem och utbredning
Alla teorier om bantuspråkens härkomst gör, uttalat eller outtalat, påståenden om deras urhem och senare utbredning fram till bantufolkens nuvarande bosättningsområden. 

### Bantuspråkens urhem
Enligt sin klassifikation – bantu som en undergrupp av bantoidspråken, som i övrigt är utbredda i Nigeria och Kamerun – placerade Joseph Greenberg bantuspråkens urhem i centrala Benuedalen (östra Nigeria) och i västra Kamerun. Det är den uppfattning som de flesta forskare accepterar och företräder idag. 
Malcolm Guthrie däremot yttrade redan 1962 på basis av sin "ord-sak-argumentation" (sammanhang mellan arkeologiskt påtagliga föremål eller odlade växtarter och de språkliga beteckningarna för dessa) att proto-bantu hade uppstått i ett område sydöst om den ekvatoriala tropiska regnskogen. Från detta kärnområde skulle migrationer ha skett stjärnformigt till de nuvarande bebodda områdena. Problemet med de besläktade bantoidspråken i fjärran Västafrika löste han genom antagandet att vissa pre-bantugrupper hade trängt igenom urskogen med hjälp av båtar mot norr. Guthries uppfattning spelar inte längre någon roll inom forskningen. Det antas allmänt att bantuspråkens urhem låg norr om den tropiska regnskogen. Den stora majoriteten instämmer i Greenbergs förslag Östnigeria-Västkamerun.

### Bantufolkens utbredning

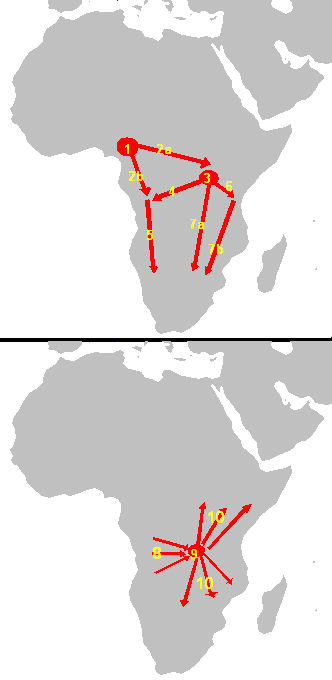
1 = 3000–1500 f.Kr. Urhem
2 = 1500 f.Kr. början av utbredningen
2a = Östbantu, 2b = Västbantu
3 = 1000-500 f.Kr. Östbantu-Urewe-kärnan
4–7 = vidare utvidgning söderut
9 = 500–0 f.Kr. Kongo-kärnan
10 = 0–1000 e.Kr. sista utbredningsfasen

#### Västliga och östliga utbredningsvägar
Bantufolkens utbredning från sitt västafrikanska ursprungsområde till hela Afrika söder om Sahara är en av mänsklighetens största folkvandringar. 
Vilka vägar har bantugrupperna tagit bort från sitt ursprungliga område? Det finns två teorier, som dock inte utesluter varandra, utan endast sätter olika tyngdpunkter. Den första (till exempel Heine-Hoff-Vossen 1977) innebär att de tidiga bantufolken huvudsakligen drog söderut nära kusten, väster om regnskogen, medan en ytterligare gruppering vid regnskogens norra gräns vandrade först i östlig och sedan i sydlig riktning. Den västliga huvudgruppen hade då bildat en ny kärna vid Kongoflodens undre lopp, varifrån flertalet av bantustammarna på savannen och det östafrikanska höglandet ska ha uppstått. Den andra teorin utgår huvudsakligen från att bantugrupper gick runt regnskogen på den norra sidan. Dessa grupper flyttade sig sedan söderut från området kring de stora östafrikanska sjöarna och bildade då Kongo-kärnan (eller förenade sig med den), varifrån den vidare koloniseringen av sydöstra och södra Afrika skedde. Generellt utgår man från tidiga västliga och östliga bantugrupper, som motsvarar de båda huvudvandringsvägarna.    

#### Kronologi över utbredningen
Enligt Vansina (1995) och Iliffe (1995) kan man ur det rekonstruerade proto-bantu-ordförrådet (jordbruk, keramikframställning), de arkeologiska fynden (framför allt keramik) och de produkter som tidiga bantugrupper använde i jordbruket (oljepalmer, jams, men ännu inget spannmål) sluta sig till att den första utvandringen från det västafrikanska ursprungsområdet i östra Nigeria måste ha skett efter införandet av jordbruk och krukmakeri. Utifrån östra Nigerias och västra Kameruns arkeologi framstår därför ungefär 3000-2500 f.Kr. som sannolik tidsrymd för början av utvandringsrörelsen. Närmast vandrade de tidiga bantu in på Kameruns gräsmarker, där ytterligare begrepp för jordbruk, boskapsskötsel (get, ko), fiskodling och båtbygge berikade ordförrådet.  
1500-1000 f.Kr. skedde så en utvandring av bantugrupper väster om regnskogen, som blev torrare, söderut fram till Kongoflodens undre lopp. Där är bantukulturer arkeologiskt påtagliga ungefär 500-400 f.Kr. De hade ännu ingen kunskap om metallbearbetning. Några av dessa grupper vandrade längre åt söder bort till norra Namibia, andra avvek österut, drog genom de stora floddalarna och förenade sig med den östliga gruppen i Kongokärnan (se nedan). 
Den (sannolikt större) östliga gruppen flyttade från 1500 f.Kr. från Kamerun längs regnskogens nordgräns till området vid de stora sjöarna i Östafrika. Där finns det från 1000 f.Kr. belägg för den första spannmålsodlingen (durra), intensiv boskapsskötsel och – från 800 f.Kr. – de första arkeologiska beläggen för metallbearbetning och järnframställning (smältugnar i Rwanda och Tanzania). Begrepp för metaller och metallbearbetning återspeglas också språkligt i proto-väst-bantu, medan de ännu inte fanns i proto-bantu. Möjligen skedde bantufolkens kulturella uppsving i jordbruk, boskapsskötsel och metallbearbetning genom inflytande från nilosahariska grupper från övre Nildalen, där detta kulturstadium uppnåddes betydligt tidigare. Bantufolken utgör uppenbarligen kärnan i Urewekulturen, en järnålderskultur som var utbredd i området vid de stora östafrikanska sjöarna. Med det intensiva jordbruket genom svedjebruk och behovet av ved för järnbearbetning inleddes en vittgående avskogning i det östafrikanska sjöområdet, alltså en första storskalig omgestaltning av Afrikas natur av människan. 
Från området vid de stora sjöarna flyttade Urewe-bantufolket (som bevisas av deras specifika keramik) ungefär från 500 f.Kr. mer och mer till alla områden i östra och södra Afrika. Vid Zambezi kan Urewe-keramik påvisas från 300 f.Kr. Under det första århundradet f.Kr. nåddes Angola, Malawi, Zambia och Zimbabwe, under 100-talet e.Kr. Moçambique och slutligen omkring 500 e.Kr. Sydafrika. Bofast levnadssätt (med återuppodling av trädesjord) utvecklade bantufolken först från 1000 e.Kr. Innan dess tvingade svedjebrukstekniken dem att ständigt flytta vidare och ge upp utnyttjade områden.  
Khoisanfolken, som då ännu bebodde väsentligt större områden av södra Afrika än nu, måste vika för trycket från bantufolken. Deras reträttområden blev öken- och stäppområdena i södra Angola, Namibia och Botswana, som var olämpliga för odling av durra och därmed oanvändbara för bantufolken.

## Språkstruktur
Trots sin utbredning över ett stort område visar bantuspråken en hög grad av grammatisk likhet. Ett framträdande grammatiskt drag i bantuspråk är den omfattande användningen av prefix. Ett annat särskilt karakteristiskt drag är bildandet av substantivklasser. Alla substantiv indelas i tio till tjugo klasser (antalet varierar mellan olika språk). Vilken klass ett substantiv tillhör markeras av ett prefix. Adjektiv och verb som kongruerar med substantivet måste ha samma (eller motsvarande) prefix. Plural bildas genom att man byter prefix. Typiskt är också komplexa verbformer, som konstrueras likartat i alla språk. Såväl substantiv- som verbbildning är väsentligen agglutinerande och förutom prefix används också suffix. 
Bantuspråken har i stor utsträckning ett gemensamt ordförråd. Det går att rekonstruera flera hundra proto-banturötter med efterföljare i nästan alla zoner i Guthrieschemat. Ordklasser åtskiljs i bantuspråken efter sin syntaktiska användning, inte efter yttre form. Förutom de redan nämnda substantiven och verben finns det relativt få självständiga adjektiv (de flesta är avledningar av verb), ett ofullständigt system av räkneord (7, 8 och 9 är i regel lånord) och en rikhaltig uppsättning pronomen, där demonstrativa pronomen kan uttrycka upp till fyra olika grader av närhet och avstånd ("den här", "den där" och så vidare).  
Syntaxen är starkt morfosyntaktiskt bestämd, särskilt genom substantivklassystemet och överensstämmelsen i  nominalfrasen och mellan subjekt och predikat som hänger ihop med detta. Den vanliga grundordföljden är subjekt - predikat - objekt (SVO).

### Ljudsystem
Bantuspråken har en relativt enkel fonetik. Bantuord består vanligen av öppna stavelser av typen KV (konsonant-vokal), och vissa språk har enbart denna typ av stavelser. De vanliga formerna av ord är KV, VKV, KVKV, VKVKV etcetera, där orden alltid slutar på vokal. Tendensen att undvika konsonantkombinationer är viktig när ord inlånas från engelska eller andra främmande språk. Till exempel blir ordet "skola", inlånat från engelskans school, på chichewa sukulu. Sk- bryts upp genom att man skjuter in ett epentetiskt -u-, och ett -u läggs till i slutet. 
Klusiler kan vara prenasalerade (till exempel mb- och nd-). Sådana konsonantkombinationer i början av en stavelse är vanliga i många bantuspråk, och förekommer exempelvis i namnen Nkomo, Angola, Ndebele, Kampala, Lumumba. Konsonantuppsättningen bestod ursprungligen av tonlösa, tonande, nasala och prenasalerade klusiler: /p, b, m, mp, mb; t, d, n, nt, nd/, och innehöll dessutom /tʃ/. Dessa fonem behålls också i stor utsträckning i de nuvarande bantuspråken. Protobantu hade uppenbarligen inga ytterligare frikativor, men i de moderna bantuspråken har i alla fall /s, ʃ, z, h, f, v/ stor utbredning. Därmed får man följande konsonantbestånd, av vilket dock enskilda språk inte har alla fonem (till exempel /ts/ eller /tʃ/, /dz/ eller /dʒ/; prenasalrad 1 eller 3, 2 eller 4):

#### De nutida bantuspråkens konsonantuppsättning
|                    | labial | alveolar | palatal | velar |
| ------------------ | ------ | -------- | ------- | ----- |
| tonlösa klusiler   | p      | t        | .       | k     |
| tonande ejektivor  | b      | d        | .       | g     |
| tonlösa implosivor | ɓ      | ɗ        | .       | ɠ     |
| affrikator         | .      | ts/dz    | tʃ/dʒ   | .     |
| approximanter      | β      | l        | .       | ɣ     |
| nasaler            | m      | n        | ɲ       | ŋ     |
| prenasalerade 1    | mp     | nt       | .       | ŋk    |
| prenasalerade 2    | .      | nts      | ntʃ     | .     |
| prenasalerade 3    | mb     | nd       | .       | ŋg    |
| prenasalerade 4    | .      | ndz      | ndʒ     | .     |

Ejektivljuden motsvarar det tyska uttalet av b, d och g. Implosivorna – i swahili tre, i shona två, i xhosa och zulu endast ɓ – återges oftast i skrift med sina ejektiva motsvarigheter. De ejektiva konsonanterna åtskiljs ibland från de implosiva i ortografin, exempelvis genom ett efterställt h. 
Vissa sydliga bantuspråk har genom kontakt med khoisanspråk även övertagit deras klickljud. Detta gäller framför allt språk i Guthrie-grupperna S40 och S50, särskilt zulu (12 klickljud) och xhosa (15). Men även yeyi (eller yeye) har upp till 20 klickljud, medan närbesläktade och angränsande språk, som också har haft och har kontakt med khoisanspråken (till exempel herero), inte uppvisar några spår av klickljud. Sannolikt kan detta föras tillbaka på att herero har kommit i kontakt med khoisanspråken först mycket senare än xhosa och andra folk som bor öster om Kalahari. 
Protobantus vokalsystem bestod troligen av de sju vokalerna /i, e, ɛ, a, ɔ, o, u/. Det finns ännu idag bevarat i de nordost- och nordväst-centrala bantuspråken, medan de hos de övriga (ungefär 60 %) har reducerats till de fem vokalerna /i, ɛ, a, ɔ, u/. I vissa nyare bantuspråk är också skillnaden mellan långa och korta vokaler relevant. Om det därvid rör sig om en egenskap hos protobantu eller en innovation i bestämda delgrupper har hittills inte avgjorts. 
Protobantu var säkerligen ett tonspråk, det vill säga att en stavelses tonhöjd är relevant för betydelsen. En stor del av bantuspråken (97 % enligt Nurse 2003) har bevarat denna egenskap. De flesta tonspråken har inte mer än två differentierande toner, som antingen kan karakteriseras som hög-låg eller hög-neutral. Det finns dock även mer komplexa system med upp till fyra olika tonhöjder. Några få språk, däribland swahili, har förlorat sin tondifferentiering. 
I vissa bantuspråk finns det en sorts vokalharmoni, som påverkar vokaliseringen av bestämda avledningssuffix. Exempelvis får i gikuyu motsatssuffixet -ura efter verbalroten hing ("öppna") formen hing-ura ("stänga"), efter verbet oh ("binda") formen oh-ora ("knyta upp"). En dissimilation av anljudande konsonanter som tillhör substantivklassprefixet och ordstammen visar just språknamnet gi-kuyu som regelbundet måste bli ki-kuyu (skrivsättet kikuyu är alltså inkorrekt).
Betoningen ligger i nästan alla bantuspråk på näst sista stavelsen.

### Nominalmorfologi

#### Substantivklasser
Ett särskilt kännetecken för bantuspråken är indelningen av substantiv i så kallade klasser. Detta kännetecken delar de med ett flertal andra Niger-Kongospråk och även med språk av helt annan härkomst, till exempel kaukasiska, jenisejska och australiska språk. Inordningen av ett substantiv i en klass skedde ursprungligen efter ett ords betydelsekategori, men förefaller i de nuvarande språken ofta slumpmässig. Substantivklasser är avlägset jämförbara med grammatiskt genus i andra språk.
I protobantu fanns ungefär tjugo substantivklasser. Detta antal har bevarats i några av de nutida bantuspråken (till exempel i ganda), men i andra har de reducerats till ungefär tio klasser. Substantivklasserna markeras uteslutande genom prefix. Klasserna av substantiv och tillhörande attribut samt subjekt och predikat måste stämma överens i konstruktionen av en sats. Prefixen för samma klass kan dock vara olika hos substantiv, räkneord, pronomen och verb. I de flesta bantuspråken bildar klasserna - och de prefix som markerar dem - parvis singular och plural av ett ord. 

#### Exempel på substantivklasser
Exempel på substantivklasser i språket ganda:
- till roten -ganda:
  - mu-ganda "en ganda"
  - ba-ganda "ganda-folket" (plural av mu-klassen)
  - bu-ganda "gandas land"
  - lu-ganda "gandas språk"
  - ki-ganda "kulturella saker som tillhör ganda"

- till roten -ntu:
  - mu-ntu "människa"
  - ba-ntu "människor"
  - ka-ntu "litet föremål"
  - gu-ntu "jätte"
  - ga-ntu "jättar"

Bindestrecken mellan prefix och stam, som används i förtydligande syfte i denna artikel, används inte i normalt skriftspråk. 
Exempel från swahili visar den utbredda dubbleringen av klasser i en singularklass och en motsvarande pluralklass. 

##### Klasspar singular – plural i swahili
| Singular  |                 | Plural    |               |
| --------- | --------------- | --------- | ------------- |
| m-tu      | person          | wa-tu     | människor     |
| m-toto    | barn (singular) | wa-toto   | barn (plural) |
| m-ji      | stad            | mi-ji     | städer        |
| ki-tu     | sak             | vi-tu     | saker         |
| ki-kapu   | korg            | vi-kapu   | korgar        |
| ji-cho    | öga             | ma-cho    | ögon          |
| Ø-gari    | bil             | ma-gari   | bilar         |
| n-jia     | gata            | n-jia     | gator         |
| u-so      | ansikte         | ny-uso    | ansikten      |
| Ki- tanda | säng            | vi- tanda | sängar        |
| u-fumbi   | dal             | ma-fumbi  | dalar         |
| pa-hali   | plats           | pa-hali   | platser       |

#### Adjektiv och klassöverensstämmelse i nominalfrasen
Det finns bara relativt få äkta adjektivrötter i bantuspråken, uppenbarligen ett arv från protospråket. De flesta adjektiven är avledda från verb. I många fall använder man relativkonstruktioner, alltså till exempel "mannen, som är stark" (med ett verb för "att vara stark") istället för "den starke mannen". De attributiva adjektiven följer sitt huvudord. Substantivklassens prefix framförställs då före adjektivet. Exempel på detta från swahili:  
- m-tu m-kubwa "stor person" (m-tu "människa", kubwa "stor")
- wa-tu wa-kubwa "stora människor" (wa-klassen är plural av  m-klassen)
- ki-kapu ki-kubwa "stor korg" (ki-kapu "korg")
- vi-kapu vi-kubwa "stora korgar" (vi--klassen är plural av ki-klassen)

När räkneord och demonstrativa pronomen används uppstår i swahili följande ordning i nominalfrasen:
- Huvudord + attributivt adjektiv + räkneord + demonstrativum

Samtliga led i en nominalfras måste överensstämma i fråga om klass (förutom vissa räkneord som har övertagits från främmande språk, se nedan). Några exempel på detta: 
- wa-tu wa-zuri wa-wili wa-le "de där (-le) två (-wili) goda (-zuri) människorna"
- ki-kapu ki-dogo ki-le "den där lilla (-dogo) korgen"
- vi-kapu vi-dogo vi-tatu vi-le "de där tre (-tatu) små korgarna"

#### Överensstämmelse mellan subjekt och predikat
Subjektets klass måste överensstämma med predikatet i en sats. Följande exempel från swahili visar principen (se nedan för detaljer om verbalkonstruktion):
- ki-kapu ki-kubwa ki-me-fika "den stora korgen har anlänt" (ki-kapu "korg", -fika "anlända", -me- perfekt-markör)
samma klassprefix ki- vid substantiv och verb
- m-toto m-kubwa a-me-fika "det stora barnet (m-toto) har anlänt"
verbalt a-prefix motsvarar m-klassen hos substantiv; alltså olika prefixmorfem vid samma klass
- wa-tu wa-zuri wa-wili wa-le wa-me-anguka "de där (wa-le) två (wa-wili) goda (wa-zuri) människorna har fallit ned (-anguka)"
- wa-geni wa-zungu w-engi wa-li-fika Kenya
  - bokstavligt "främmande (wa-geni) europeiska (wa-zungu) många (w-engi < *wa-ingi) anlände (-li- markerar förfluten tid) i Kenya"
  - "många européer anlände till Kenya"

#### Possessivkonstruktion
Possessivkonstruktioner av typen "mannens hus" (hus = egendom, man = ägare, på svenska genitivattribut) har i bantuspråken i regel följande form:
- egendom + [egendomens adjektivattribut] + (egendomens klassmarkör  + a) + ägare

Förbindelsen av klassmarkören (substantivklassens prefix) med det suffigerade -a leder ofta till kontraktioner och andra ljudförändringar i sammanbindningsledet. 
Exempel från swahili:
- wa-tu wa (< *wa-a) Tanzania "Tanzanias folk"
- ki-tabu cha (< *ki-a) m-toto "barnets bok (kitabu)"
- vi-tabu vya (< *vi-a) wa-toto "barnens böcker"
- ny-umba ya (< *ny-a) m-tu "mannens hus (nyumba)"
- ny-umba n-dogo ya m-tu "mannens liten (-dogo) hus"

#### Klass och betydelse
Fastän substantivens klasstillhörighet i nutida bantuspråk endast med stor svårighet är semantiskt bestämbara, har en lista över de enskilda substantivklassernas betydelsefält utarbetats i många forskningsarbeten på detta tema. En sammanfattning av dessa resultat ger Hendrikse och Poulos (1992), här citerat efter Nurse (2003). Jämte de rekonstruerade klassprefixen från protobantu (efter Meeussen 1967) anges som exempel prefixen i ganda, som här är utvidgade med de vokaliska preprefixen, de så kallade augmenten. Gandaprefixen motsvarar, som synes, i stor utsträckning de rekonstruerade protobantuprefixen. Dessutom anges några karakteristiska exempelord ur gandaspråket. Den sista spalten beskriver de enskilda klassernas betydelsefält.  

##### Substantivklassernas betydelsefält
| Klass | Proto- bantu- prefix | Ganda- prefix | Ganda- exempel | Exemplets betydelse | Klassens betydelsefält                                                        |
| ----- | -------------------- | ------------- | -------------- | ------------------- | ----------------------------------------------------------------------------- |
| 1     | mu-                  | o.mu-         | o.mu-ntu       | människa            | mänskliga väsen, personifikationer, släktskapsbeteckningar                    |
| 2     | ba-                  | a.ba-         | a.ba-ntu       | människor           | plural av klass 1                                                             |
| 3     | mu-                  | o.mu-         | o.mu-ti        | träd                | naturfenomen, kroppsdelar, växter, djur                                       |
| 4     | mi-                  | e.mi-         | e.mi-ti        | träd                | plural av klass 3                                                             |
| 5     | (l)i-                | li-/e.ri      | ej-jinja       | sten                | naturfenomen, djur, kroppsdelar, pariga saker, oönskade personer, derogativer |
| 6     | ma-                  | a.ma-         | a.ma-yinya     | stenar              | plural av klass 5 och 14; massbegrepp, vätskor, tidsangivelser                |
| 7     | ki-                  | e.ki-         | e.ki-zimbe     | hus                 | kroppsdelar, verktyg, insekter; sjukdomar med mera                            |
| 8     | bi-                  | e.bi-         | e.bi-zimde     | hus                 | plural av klass 7                                                             |
| 9     | n-                   | e.n-          | e.n-jovu       | elefant             | djur; även människor, kroppsdelar, verktyg                                    |
| 10    | (li-)n-              | zi-           | zi-jovu        | elefanter           | plural av klass 9 och 11                                                      |
| 11    | lu-                  | o.lu-         | o.lu-tindo     | bro                 | långa, tunna saker, avlånga kroppsdelar; språk, naturfenomen med mera         |
| 12    | tu-                  | o.tu-         | o.tu-zzi       | många droppar       | plural av klasserna 13 och 19                                                 |
| 13    | ka-                  | a.ka-         | a.ka-zzi       | en droppe           | diminutiver, derogativer; men även augmentativer                              |
| 14    | bu-                  | o.bu-         | o.bu-mwa       | munnar              | abstrakta, egenskaper, kollektiv                                              |
| 15    | ku-                  | o.ku-         | o.ku-genda     | gående              | infinitiver; vissa kroppsdelar, till exempel arm, ben                         |
| 16    | pa-                  | a.wa-         | .              | .                   | rumsbeteckningar                                                              |
| 17    | ku-                  | o.ku-         | .              | .                   | rumsbeteckningar                                                              |
| 18    | mu-                  | o.mu-         | .              | .                   | rumsbeteckningar                                                              |
| 19    | pi-                  | .             | .              | .                   | diminutiver (singular)                                                        |
| 20    | ɣu-                  | o.gu-         | o.gu-ntu       | jätte               | derogativer (singular); även augmentativer                                    |
| 21    | ɣi-                  | .             | .              | .                   | augmentativer, derogativer                                                    |
| 22    | ɣa-                  | a.ga-         | a.ga-ntu       | jättar              | plural av klass 20                                                            |
| 23    | i-                   | e-            | .              | .                   | rumsbeteckningar; gammal infinitivklass                                       |

En blick på denna tabell visar att de enskilda klassernas betydelsefält överlappar varandra i många fall, exempelvis kan djur inordnas i klass 3-4, 5-6, 7-8, 9-10 med flera. Därmed är det inte förutsägbart vilken klass ett substantiv i en bestämd betydelsekategori tillhör. Ett undantag utgör beteckningar för personer, som nästan alltid inordnas i klasserna 1 och 2.

#### Pronomen
Jämte personenklitika för pronominalt subjekt och objekt, som används i verbkonstruktioner, finns det även självständiga personliga pronomen i bantuspråken. De används för särskild betoning, i regel endast som subjekt. Possessiva pronomen är inte enklitiska, utan måste ställas efter det substantiv de är bestämning till och stämma överens i fråga om klass. De båda sorternas pronomen lyder i swahili: 
Personliga och possessiva pronomen i swahili
| Person | Personligt |          | Possessivt |             |
| ------ | ---------- | -------- | ---------- | ----------- |
| 1.sg.  | mimi       | jag      | -yangu     | min         |
| 2.sg.  | wewe       | du       | -yako      | din         |
| 3.sg.  | yeye       | han, hon | -yake      | hans/hennes |
| 1.pl.  | sisi       | vi       | -vyetu     | vår         |
| 2.pl.  | ninyi      | ni       | -vyenu     | er          |
| 3.pl.  | wao        | de       | -vyao      | deras       |

Några exempel på possessiva pronomen, som står i slutet av nominalfrasen: 
- vi-tabu vya-angu "mina böcker"
- ki-tabu ki-le cha-angu "den boken är min"
- ny-umba y-etu (< *ny-etu) "vårt hus"
- rafiki mw-ema w-angu "mina stora (-ema) vänner (-rafiki)" (rafiki inordnas i m-/wa-klassen)

Demonstrativa pronomen hade i protobantu ett differentierat tre- eller till och med fyrgradigt system av närhet och avstånd:
- Grad 1: Hänvisar till den talandes omedelbara närhet: denna här
- Grad 2: Hänvisar till den talandes relativa närhet: denna
- Grad 3: Hänvisar till den tilltalades närhet: den där i närheten
- Grad 4: Hänvisar till något bortom de samtalande: den där borta

Exempelvis har alla fyra grader behållits i språket venda (S20). Genom ljudmässig förbindelse med klassmarkörerna utvecklar de demonstrativa pronomenen en särskild form för varje klass. De lyder i venda i klasserna 1 och 2 (personklasser, förenklad fonetik): 
Demonstrativa pronomen i venda för personklasserna 1 och 2
|         | Grad 1 | Grad 2 | Grad 3 | Grad 4 |
| ------- | ------ | ------ | ------ | ------ |
| Klass 1 | ula    | uyu    | uyo    | uno    |
| Klass 2 | bala   | aba    | abo    | bano   |

I många bantuspråk har endast två av dessa graderingar behållits, till exempel i swahili klassmarkör+le "den där", hV+klassmarkör "den här" ("V" vokal i harmoni med klassmarkören). Undantagsvis används klassmarkören vid närhetsdemonstrativpronomenet hV- inte som prefix utan som suffix. Några exempel på detta från swahili:      
- ki-jiji hi-ki "den här byn (-jiji)"
- vi-jiji hi-vi "de här byarna"
- wa-toto ha-wa "de här barnen"
- ki-jiji ki-le "den där byn"
- vi-jiji vi-le "de där byarna"
- wa-toto wa-le "de där barnen"

Medan possessiva och demonstrativa pronomen måste överensstämma i fråga om klass, urskiljer frågepronomenet i bantuspråken bara kategorierna "person" och "sak", till exempel i swahili nani "vem?", nini "vad?".

#### Räkneord
Räkneorden för 1–5 och 10 härstammar i många bantuspråk från protobantu och är fortfarande relativt likartade, men de för 6-9 är av olika ursprung (arabiska, europeiska språk, afrikanska icke-bantuspråk) och varierar starkt mellan enskilda språk. I swahili lyder de: 
| Tal | Swahili        |
| --- | -------------- |
| 1   | -moja          |
| 2   | mbili          |
| 3   | -tatu          |
| 4   | -nne           |
| 5   | -tano          |
| 6   | sita           |
| 7   | saba           |
| 8   | -nane          |
| 9   | tisa           |
| 10  | kumi           |
| 11  | kumi na -moja  |
| 12  | kumi na -mbili |

Räkneorden för 1-5 och 8 behandlas som adjektiv och ingår i klassystemet. Räkneorden för 6, 7 och 9 (kursiv) härstammar från arabiskan och påverkas inte av klasserna. De får heller inga klassprefix (se ovan). Tiotalen (förutom "10") och hundratalen är likaså av arabiskt ursprung. 
Exempel från swahili:
- vi-su vi-tatu "tre knivar" (överensstämmelse inom vi-klassen)
- vi-su saba "sju knivar" (ingen klassöverensstämmelse)
- wa-toto wa-nne "fyra barn"
- wa-toto kumi na m-moja "elva barn"

### Verbsystem

#### Avledda verb, aspekt och tempus

##### Avledda verb
Genom olika suffix till verbstammen kan avledda verb bildas. De flesta bantuspråk gör stort bruk av detta. Några av avledningsändelserna har utvecklats från protospråkliga föregångare. Två exempel på detta: 
Den protospråkliga reciprok-markören (reciprok = ömsesidig) "-ana" har behållits i många bantuspråk, till exempel
- Swahili: pend-ana "älska varandra"
- Lingala: ling-ana "älska varandra"
- Zulu: bon-ana "se varandra"
- Ganda: yombag-ana "strida med varandra"

Kausativmarkören "-Vsha" uppträder som -Vsha i Swahili, -ithia i gikuyu, -isa i zulu, -Vtsa i shona, -Vsa i sotho och -isa i lingala. ("V" står här för en godtycklig vokal.)
En översikt över avledningssuffixet ger följande tabell med några exempel (efter Möhlig 1980).
Verbavledningssuffix
| Form      | Betydelse  | Funktion                          | Exempel                                        |
| --------- | ---------- | --------------------------------- | ---------------------------------------------- |
| -ana      | reciprok   | ömsesidig handling                | swahili: pend-ana "älska varandra"             |
| -Vsha     | kausativ   | föranleda en handling             | swahili: fung-isha "låta binda"                |
| -ama      | positional | inta en ställning                 | herero: hend-ama "stå snett"                   |
| -ata      | kontaktiv  | föra något i kontakt med varandra | swahili: kama "trycka" > kam-ata "sammanfatta" |
| -ula/-ura | reversiv   | motsatt handling                  | gikuyu: hinga "öppna" > hing-ura "stänga"      |
| -wa       | passiv     | passivisering av handlingen       | swahili: piga "slå" > pig-wa "bli slagen"      |

##### Aspekt, modus och tempus
Aspekt och modus markeras med suffix. De flesta bantuspråk har sju aspekter respektive modus: infinitiv, indikativ, imperativ, konjunktiv, perfektiv, kontinuativ och subjunktiv. (I bantuistiken talar man i regel endast om "aspekter".)
Tempus kännetecknas genom prefix, som infogas mellan klassprefixet och stammen (konkreta exempel i nästa avsnitt). (I afrikanistisk litteratur betecknas tempusprefixen ofta felaktigt som "tempusinfix".)
Tempusen och deras markerande prefix varierar mycket kraftigt mellan de enskilda bantuspråken, så att de knappast kan ha utvecklats ur gemensamma protospråkliga morfem, utan har uppstått först senare i de enskilda grenarna av bantuspråken mer eller mindre oberoende av varandra.

#### Verbalkonstruktion i swahili
I det följande framställs några verbalkonstruktioner i swahili. 

##### Infinitiv
Infinitiv bildas som ku + stam + slutvokal; slutvokalen är -a, när det rör sig om ett ursprungligt bantuverb, -e/-i/-u, när det är ett främmande verb som härstammar från arabiskan. Exempel: 
- ku-fany-a "göra"
- ku-fikr-i "tänka"

##### Imperativ
Imperativ uttrycks i singular genom stam + slutvokal, i plural genom tillägg av -eni till stammen.  
- som-a "läs!" (singular)
- som-eni "läs!" (plural)

##### Indikativ
Finita verbformer av indikativ har formen 
- Subjektmarkör + tempusprefix + objektmarkör + stam

Subjektmarkör är det nominala subjektets klassprefix. För subjekt av personklasserna  m- /wa- (nominala och pronominala) används dock särskilda subjektmarkörer. Detsamma gäller för objektmarkörerna, som kan syfta på ett direkt eller indirekt objekt. Personklassernas subjekt- och objektmarkörer är sammanställda i följande tabell.
Pronominala subjekt- och objekt-markörer

för personklasserna i swahili
| Person | Subjekt | Objekt |
| ------ | ------- | ------ |
| 1.sg.  | ni-     | -ni-   |
| 2.sg.  | u-      | -ku-   |
| 3.sg.  | a-      | -m-    |
| 1.pl.  | tu-     | -tu-   |
| 2.pl.  | m-      | -wa-   |
| 3.pl.  | wa-     | -wa-   |

För alla andra klasser är subjekt- och objektmarkörer identiska och motsvarar den förekommande klassmarkören, till exempel ki- "det", vi- "de" i ki-/vi-klassen. Följande tabell sammanställer swahilis tempusprefix.
Tempusprefix i swahili
| Tempus        | Prefix |
| ------------- | ------ |
| Presens       | -na-   |
| Förfluten tid | -li-   |
| Futurum       | -ta-   |
| Perfekt       | -me-   |
| Konditionalis | -ki-   |
| Habitualis    | -hu-   |
| Narrativ      | -ka-   |

##### Några konstruktionsexempel för indikativ
- a-li-ni-pa SUBJ - TEMP - OBJ - STAM "han (m-klass) - FÖRF - mig (m-klass) - ge" > "han gav mig (det)"
- ni-li-ki-nunua SUBJ - TEMP - OBJ - STAM "jag - FÖRF - något (ki-klass) - köpa" > "jag köpte något (som tillhör ki-klassen)"
- ni-li-m-wona "jag såg honom" (-wona se)
- a-li-ni-wona "han såg mig"
- ni-na-soma "jag läser (nu)" (-na- presensprefix, -soma "läsa")
- ni-ta-soma "jag kommer att läsa" (-ta- futurumprefix)
- ki-me-fika "det har anlänt" (-me- perkektprefix, -fika anlända, ki- subjekt ki-klass)
- ni-ki-kaa "om jag väntar" (-ki- konditionalis, -kaa "vänta")

##### Benefaktiv
För att förtydliga att handlingen sker till en persons fördel, infogas förutom objektmarkören ett så kallat benefaktivsuffix -i- eller -e- efter verbstammen (men före slutvokalen -a). Exempel: 
- a-li-ni-andik-i-a barua
  - Analys: SUBJ (han) - TEMP (förfl.) - OBJ (mig) - STAM (andik "skriva") - BENEFAK - SLUTVOKAL + OBJ (barua "brev")
  - "han skrev ett brev åt mig"

##### Relativkonstruktion
Relativkonstruktioner av formen "barnet, som läste en bok" uttrycks i swahili med relativprefixet -ye-, som följer tempusprefixet. Exempel: 
- m-toto a-li-ye-soma kitabu "barnet, som läste en bok"
- ni-ta-ye-soma "jag, som ska läsa boken"

##### Passivum
Passivum bildas vid transitiva verb med infogning av  -w- eller -uliw- före infinitivens slutvokal (i regel -a). Exempel:
- ku-som-a "läsa" > ku-som-w-a "bli läst"
- ku-ju-a "veta" >  ku-ju-liw-a (< *ku-ju-uliw-a) "vara bekant"

##### Kausativ
Kausativ bildas genom tillägg av suffixet -sha till stammen. Exempel:
- ku-telem-ka "gå ned" >  ku-telem-sha "sänka".

Exemplen är delvis övertagna från Campbell (1995).

## Skrift och litteratur
Inget bantuspråk har utvecklat någon egen skrift. Endast swahili hade ett skriftspråk redan i förkolonial tid, möjligen redan från 900-talet. Det arabiska alfabetet användes för litteratur på swahili. Till övervägande del var det islamisk religiös litteratur, men förutom teologiska skrifter fanns även juridiska texter, krönikor, geografi, sagor, sånger och epos. Dessa epos är till innehåll och form utformade efter arabiska förebilder, men uppvisar också inflytande från den östafrikanska bantukulturen. Den arabiserade swahililitteraturens betydelse kan jämföras med litteraturen på hausa, ful, kanuri och berberspråk, som likaså finns nedskrivna med arabiska alfabetet tidigt (900-talet till 1300-talet). Från slutet av 1800-talet skrivs swahili liksom alla andra bantuspråk som har skriftspråk med det latinska alfabetet. 
Även utan skrift hade och har bantufolken en rikhaltig muntlig litteratur, som omfattar myter, sagor, fabler, ordspråk, sånger och stamhistorier. Under europeiskt inflytande, särskilt från missionärer, infördes framför allt för de större bantuspråken det latinska alfabetet (oftast med smärre språkspecifika modifikationer). Ofta var en bibelöversättning den första skriftliga texten på ett språk. Från denna tid påbörjades också en livlig insamlingsverksamhet av missionärer, förvaltningstjänstemän och språkforskare. De samlade sakrala och profana sånger, tänkespråk och gåtor, myter, sagor och epos från bantufolken och nedtecknade dem på originalspråken. I Europa blev i regel endast översättningar kända.
Senare har en ganska omfångsrik och mångsidig ny afrikansk litteratur utvecklats, men de flesta moderna författare föredrar att skriva på kolonialspråken för att nå en betydligt större målgrupp. Den muntliga bantulitteraturen spelar dock en viktig roll såväl innehållsligt som formellt som grundval för stora delar av den nya afrikanska litteraturen.

## Bantuspråk efter Guthrie-zoner
Malcolm Guthrie indelade 1967-71 bantuspråken i 16 grupper (zoner), som han betecknade med bokstäverna A - S (utom I, O, Q). Exempelvis är zon A bantuspråk från Kamerun och Ekvatorialguinea. Inom varje zon är språken grupperade i tiotalsenheter. Exempelvis betecknar A10 lundu-balong-gruppen och A20 duala-gruppen. De enskilda språken är numrerade inom varje tiotalsgrupp. Exempelvis är A11 = londo och A12 = lue.  
Guthries system är framför allt geografiskt inriktat. Enligt dagens kunskap har det knappast någon betydelse i fråga om genetisk släktskap mellan språken. Det blev dock senare allmänt använt som referenssystem för bantuspråken. 
I det följande anges de enskilda zonerna med deras tiotalsgrupper och språken med minst 100 000 talare inom tiotalsgrupperna. Numrering av enskilda språk undviks, då den skiljer sig mellan olika författare. Uppgifter om dessa språk finner man i Ethnologue, som även är den huvudsakliga källan för uppgifterna om antal talare. Zonerna A, B och C klassificeras som Nordvästbantu och de övriga som Central-sydbantu. Språk med minst 1 miljon talare är angivna i fetstil. I regel är antal modersmålstalare S1 angivet, S2 är antal talare inklusive andraspråkstalare (anges endast om det avviker signifikant från S1).

### Nordvästbantu
- Zon A - Kamerun, Ekvatorial-Guinea - 53 språk med 5,1 miljoner talare
  - A10 Lundu-balong
  - A20 Duala: Duala (100 000)
  - A30 Bube-benga (Benga)
  - A40 Basaa: Basaa (230 000)
  - A50 Bafia
  - A70 Beti-fang: beti (2 miljoner); fang (pangwe) (1 miljoner), ewondo (yaunde) (600 000), bulu (200 000, ethn. 800 000)
  - A80 Makaa-njem: makaa (100 000)
  - A90 Kako: kako (100 000)

- Zon B - Gabon, Kongo-Kinshasa, Kongo-Brazzaville - 40 språk med 1,6 miljoner talare
  - B10 Myene
  - B20 Kele
  - B30 Tsogo
  - B40 Shira: punu (125 000)
  - B50 Njebi
  - B60 Mbere
  - B70 Teke: teke (500 000)
  - B80 Yansi: mpuono (200 000), yansi (100 000), ding (155 000)

- Zon C - Centralafrikanska republiken, Kongo-Kinshasa, Kongo-Brazzaville - 69 språk med 6,2 miljoner talare
  - C10 Ngando
  - C20 Ngundi
  - C30 Mbosi: mbosi (110 000)
  - C40 Lingala-ntomba: lingala (2 miljoner, S2 9 miljoner), budza (250 000); ntomba (100 000); bangi (110 000), bolia (100 000)
  - C50 Ngombe: ngombe (200 000), bwa (Libua) (200 000)
  - C60 Kele: kele (200 000)
  - C70 Mongo: mongo-nkundu (400 000), ngando (220 000)
  - C80 Tetela: tetela (750 000), kela (200 000)
  - C90 Bushong: bushong (160 000)

### Central-syd-bantu
- Zon D - Kongo-Kinshasa, Uganda, Tanzania - 36 språk med 2,3 miljoner talare
  - D10 Enya: mbole (100 000), lengola (100 000)
  - D20 Lega-kalanga: lega-shabunda (400 000), zimba (120 000)
  - D30 Bira-huku: komo (400 000), budu (200 000), bera (120 000)
  - D40 Nyanga: nyanga (150 000)
  - D50 Bembe: bembe (250 000)

- Zon E - Kenya, Tanzania - 36 språk med 16 miljoner talare
  - E10 Kuria: gusii (kisii) (2 miljoner), kuria (350 000); suba (160 000)
  - E20 Kikuyu-meru: gikuyu (kikuyu) (5,5 miljoner), kamba (2,5 miljoner), embu-mbere (450 000); meru (1,3 miljoner), tharaka (120 000)
  - E30 Chagga: chagga (400 000), machame (300 000), vunjo (300 000), mochi (600 000), rwa (100 000)
  - E40 Nyika: nyika (giryama) (650 000), digo (300 000), duruma (250 000), chonyi (120 000); taita (200 000)

- Zon F - Tanzania - 16 språk med 7 miljoner talare
  - F10 Tongwe: mambwe-lungu (400 000), fipa (200 000)
  - F20 Sukuma-nyamwesi: sukuma (3,2 miljoner), nyamwesi (1,2 miljoner), sumbwa (200 000)
  - F30 Nyilamba-langi: nyaturu (550 000), nilamba (ramba) (450 000), langi (rangi) (350 000)

- Zon G - Tanzania, Komorerna - 32 språk med 8,5 miljoner talare
  - G10 Gogo: gogo (1,3 miljoner), kagulu (200 000)
  - G20 Shambala: shambala (700 000), asu (500 000)
  - G30 Zigula-zalamo: luguru (ruguru) (700 000), zigula (350 000), ngulu (130 000), kwere (100 000)
  - G40 Swahili: swahili (kiswahili) (1 miljon, S2 40 miljoner), komoriska (shikomor, shimasiwa) (650 000)
  - G50 Pogoro: pogoro (200 000)
  - G60 Bena-kinga: hehe (hehet) (750 000), bena (700 000), pangwa (100 000), kinga (140 000)

- Zon H - Kongo-Kinshasa, Kongo-Brazzaville, Angola - 22 språk med 12,5 miljoner talare
  - H10 Kongo: kongo (kikongo) (1,5 miljoner), yombe (1 miljoner), suundi (120 000); kituba (munuktuba) (5,4 miljoner, S2 6,2 miljoner) kreolspråk
  - H20 Mbundu: luanda mbundu (kimbundu, loanda) (3 miljoner)
  - H30 Yaka: yaka (1 miljon), sonde (100 000)
  - H40 Hungana

- Zon J - Uganda, Kenya, Tanzania, Kongo-Kinshasa, Rwanda, Burundi - 45 språk med 35 miljoner talare
  - J10 Nyoro-ganda: Luganda (ganda) (3 miljoner, S2 4 miljoner), chiga (1,5 miljoner), nyankore (nkole) (1,7 miljoner), soga (1,4 miljoner),
  nyoro (500 000), tooro (500 000), kenyi (400 000), gwere (300 000), hema (130 000)
  - J20 Haya-jita: haya (OluHaya, ziba) (1,2 miljoner), nyambo (440 000), jita (200 000), zinza (150 000), kara (100 000),
  kerebe (100 000), kwaya (100 000), talinga-bwisi (100 000)
  - J30 Luhyaspråk: luhya (3,6 miljoner), bukusu (650 000), idhako-isukha-tiriki (300 000), logooli (200 000), nyore (120 000);
  masaba (750 000), nyole (250 000)
  - J40 Nandi-konzo: nandi (1 miljon), konzo (350 tusen)
  - J50 Shi-havu: shi (650 tusen), havu (500 tusen), fuliiru (300 tusen), hunde (200 tusen), tembo (150 tusen)
  - J60 Rwanda-rundi: rwanda (kinyarwanda) (7,5 miljoner), rundi (kirundi) (5 miljoner), ha (1 miljon), hangaza (150 000), shubi (150 000)

- Zon K - Angola, Zambia, Kongo-Kinshasa, Namibia - 27 språk med 4,6 miljoner talare
  - K10 Holu: phende (450 000)
  - K20 Chokwe: chokwe (1 miljon), luvale (700 000), luchazi (200 000), mbunda (250 000), nyemba (250 000), mbewela (220 000)
  - K30 Salampasu-lunda: lunda (chilunda) (400 000), ruund (250 000)
  - K40 Kwangwa: luyana (110 000)
  - K50 Subia
  - K60 Mbala: mbala (rumbala) (200 000)
  - K70 Diriku

- Zon L - Kongo-Kinshasa, Zambia - 14 språk med 10,6 miljoner talare
  - L10 Bwile
  - L20 Songye: songe (1 miljon), bangubangu (170 000), binji (170 000)
  - L30 Luba: luba-kasai (chiluba, västluba, luba-lulua, luva) (6,5 miljoner), luba-katanga (kiluba, luba-shaba) (1,5 miljoner),
   sanga (450 000), kanyok (200 000), hemba (180 000)
  - L40 Kaonde: kaonde (300 000)
  - L50 Nkoya

- Zon M - Tanzania, Kongo-Kinshasa, Zambia - 19 språk med 9 miljoner talare
  - M10 Fipa-mambwe
  - M20 Nyika-safwa: nyiha (nyika) (650 tusen), nyamwanga (250 000), ndali (220 000), safwa (200 000)
  - M30 Nyakyusa-ngonde: nyakyusa-ngonde (1 miljoner)
  - M40 Bemba: bemba (ChiBemba, IchiBemba, wemba) (3,6 miljoner), taabwa (300 000), aushi (100 000)
  - M50 Bisa-lamba: lala-bisa (400 tusen), seba (170 000); lamba (200 000)
  - M60 Tonga-lenje: chitonga (tonga) (1,5 miljoner), lenje (170 000)

- Zon N - Malawi, Tanzania, Zambia, Moçambique - 13 språk med 13,8 miljoner talare
  - N10 Mandaspråk: ngoni (200 tusen), tonga (170 tusen), matengo (150 000)
  - N20 Tumbukaspråk: tumbuka (ChiTumbuka) (1,3 miljoner)
  - N30 Nyanjaspråk: Chichewa (ChiNyanja, nyanja, chewa, chichewa) (9,5 miljoner)
  - N40 Sena-sengaspråk: sena (1,2 miljoner), nyungwe (250 000), kunda (200 000); nsenga (senga) (600 000)

- Zon P - Tanzania, Malawi, Moçambique - 23 språk med 12,6 miljoner talare
  - P10 Matumbspråki: ngindo (220 000), rufiji (200 000), ndengerenko (110 000), ndendeule (100 000)
  - P20 Yaospråk: yao (2 miljoner), makonde (1,4 miljoner), mwera (500 000)
  - P30 Makuaspråk: makua (makhuwa, emakua) (5 miljoner), lomwe (ngulu) (1,5 miljoner), chuwabo (600 000), kokola (200 000),
  takwane (150 000), lolo (150 000), manyawa (150 000)

- Zon R - Angola, Namibia, Botswana - 12 språk med 5,8 miljoner talare
  - R10 Sydmbundiska språk: umbundu (4 miljoner), nyaneka (300 000), nkhumbi (150 000)
  - R20 Ndongaspråk (oshiwambo): ndonga (700 000), kwanyama (400 000)
  - R30 Herereospråk: herero (150 000)
  - R40 Yeye

- Zon S - Zimbabwe, Moçambique, Botswana, Namibia, Sydafrika - 26 språk med 58 miljoner talare
  - S10 Shonaspråk: shona (ChiShona) (11 miljoner), ndau (2,7 miljoner), manyika (1 miljoner), kalanga (850 000), tewe (250 000), nambya (100 tusen)
  - S20 Vendaspråk: venda (ChiVenda) (1 miljon)
  - S30 Sotho-tswanaspråk: sotho (sydsotho, sesotho) (5 miljoner), nordsotho (pedi, sepedi, Transvaal-sotho) (4 miljoner),
   syd-ndebele (600 tusen); tswana (setswana) (4 miljoner); lozi (600 tusen)
  - S40 Ngunispråk: zulu (isiZulu) (10 miljoner), xhosa (isiXhosa) (7,5 miljoner), nord-ndebele (1,6 miljoner), siswati (swati, swazi) (1,7 miljoner)
  - S50 Tswa-rongaspråk: tsonga (xitsonga, thonga, shangaan) (3,3 miljoner), tswa[1] (4,5 miljoner), ronga (700 000)
  - S60 Chopi: chopi (800 000), gitonga-inhambane (250 000)